# Toon van der Linde
Toon van der Linde (Purmerend, 13 maart 1937 – 20 maart 1996) was een Nederlands voetballer die als aanvaller voor onder andere AFC Ajax en ZFC speelde.

## Carrière
Toon van der Linde speelde voor de amateurclub VVZ Zaandam, waarna hij in 1956 op negentienjarige leeftijd door AFC Ajax werd aangetrokken. Hij debuteerde voor Ajax in de Eredivisie op 22 december 1957, in de met 3-1 verloren uitwedstrijd tegen ADO. In het seizoen erna speelde hij vier wedstrijden, waarin hij eenmaal scoorde. Dit doelpunt maakte hij op 22 februari 1959, tegen USV Elinkwijk. In 1959 werd hij door Ajax voor een bedrag van 20.000 gulden op de transferlijst geplaatst, waarna hij voor 12.750 gulden naar eerstedivisionist ZFC vertrok.

### Statistieken
| Seizoen                     | Club           | Land           | Competitie     | Competitie | Competitie | Beker | Beker | Totaal | Totaal |
| Seizoen                     | Club           | Land           | Competitie     | Wed.       | Dlp.       | Wed.  | Dlp.  | Wed.   | Dlp.   |
| --------------------------- | -------------- | -------------- | -------------- | ---------- | ---------- | ----- | ----- | ------ | ------ |
| 1957/58                     | AFC Ajax       | Nederland      | Eredivisie     | 1          | 0          | 0     | 0     | 1      | 0      |
| 1958/59                     | AFC Ajax       | Nederland      | Eredivisie     | 3          | 1          | 1     | 0     | 4      | 1      |
| Carrièretotaal              | Carrièretotaal | Carrièretotaal | Carrièretotaal | 4          | 1          | 1     | 0     | 5      | 1      |
| Bijgewerkt op 14 maart 2021 |                |                |                |            |            |       |       |        |        |